# Kupec benátský

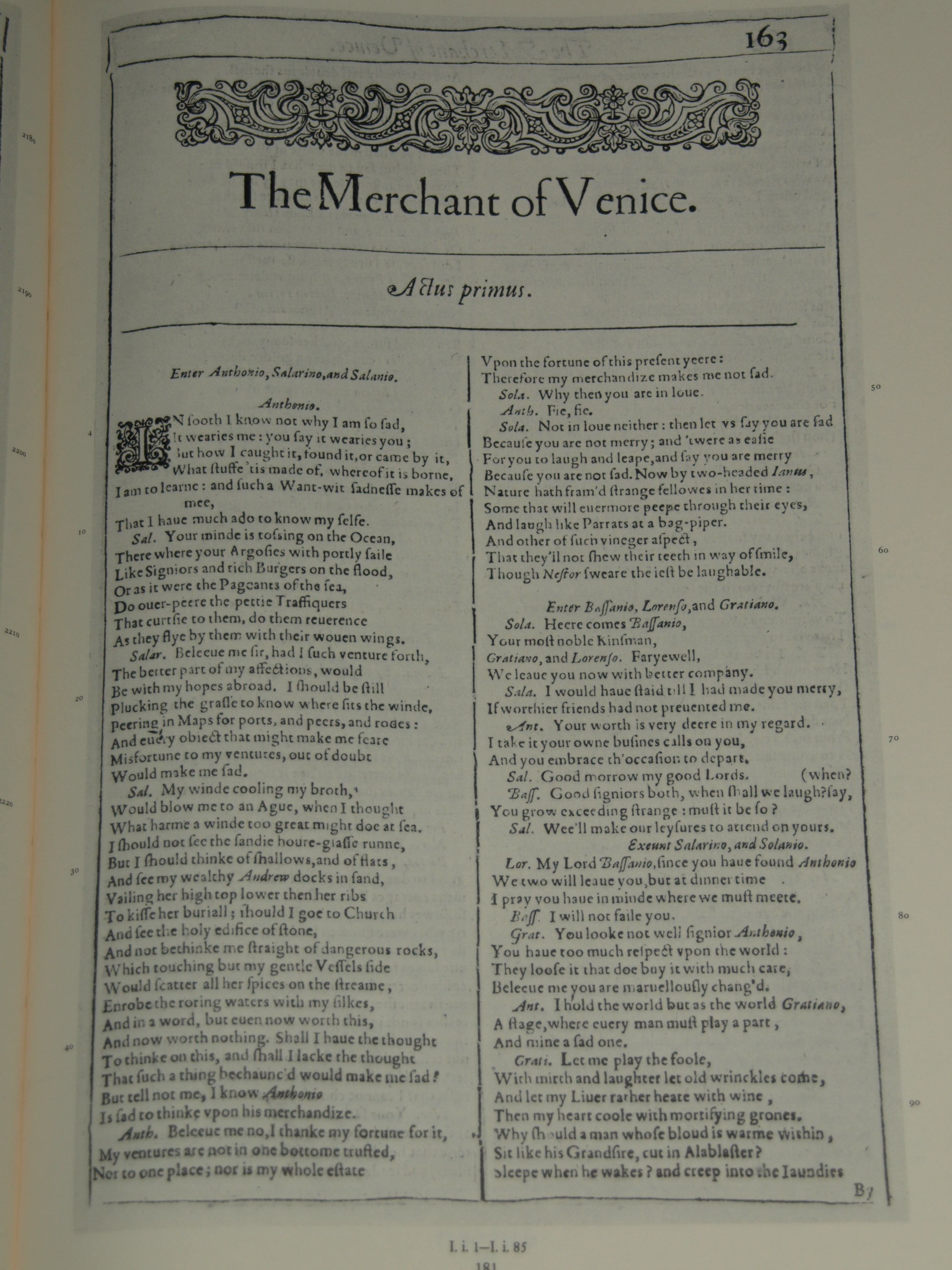
Faksimile první strany Kupce Benátského z vydání z roku 1623.

Kupec benátský (anglicky The Merchant of Venice) je divadelní hra, komedie, Williama Shakespeara, napsaná mezi lety 1596–1598. Ačkoliv je tato hra běžně řazena mezi komedie a sdílí spolu s ostatními Shakespearovými romantickými komediemi některé jejich typické aspekty, divák si ji pamatuje spíše díky jejím dramaticky vypjatým scénám (mezi něž nepochybně patří Shylockův známý monolog „Nemá Žid oči?“ z 1. scény 3. jednání, či Porciin monolog o milosrdenství z 1. scény 4. jednání).
Hlavní postavou, oním kupcem ze samotného názvu hry, však není Žid Shylock, který, ač nejznámější a nejdůležitější postava hry, je povoláním lichvář; oním kupcem je křesťanský kupec Antonio. Konečně, toto rozvržení rolí je zřejmé již z titulní stránky prvního kvartového vydání uvádějící hru samotnou. Hra je představena jako The moſt excellent Hiſtorie of the Merchant of Venice. With the extreame crueltie of Shylock the Iewe towards the ſayd Merchant, in cutting a iuſt pound of his fleſh: and the obtayning of Portia by the choyſe of three cheſts (tj. Převýborný příběh Kupce benátského, v němž nad pomyšlení krutý Žid Shylock řečenému Kupci vyřízne libru masa z těla a Porcie je získána volbou tří skříněk).
Do češtiny přeložili: Josef Jiří Kolár, Josef Václav Sládek, František Nevrla, Jan Nepomuk Štěpánek, Erik Adolf Saudek, Břetislav Hodek a Martin Hilský.

## Postavy
- Antonio - kupec benátský
- Bassanio - Antoniův přítel, Porciin nápadník
- Graziano, Salerio, Salarino, Solario - benátští pánové, Bassaniovi společníci
- Lorenzo - Antoniův a Bassaniův přítel, zamilovaný do Jessiky
- Shylock - benátský Žid, lichvář; otec Jessiky
- Jessika - Shylockova dcera, zamilovaná do Lorenza
- Lancelot Gobbo - venkovan, sluha Shylocka, později Bassania
- Starý Gobbo - Lancelotův otec
- Tubal - Shylockův přítel
- Porcie - dáma z Belmontu
- Nerissa - Porciina společnice
- Princ marocký, Princ aragonský - Porciini nápadníci
- Baltazar - Porciin sluha
- Leonardo - Bassaniův sluha

## Děj

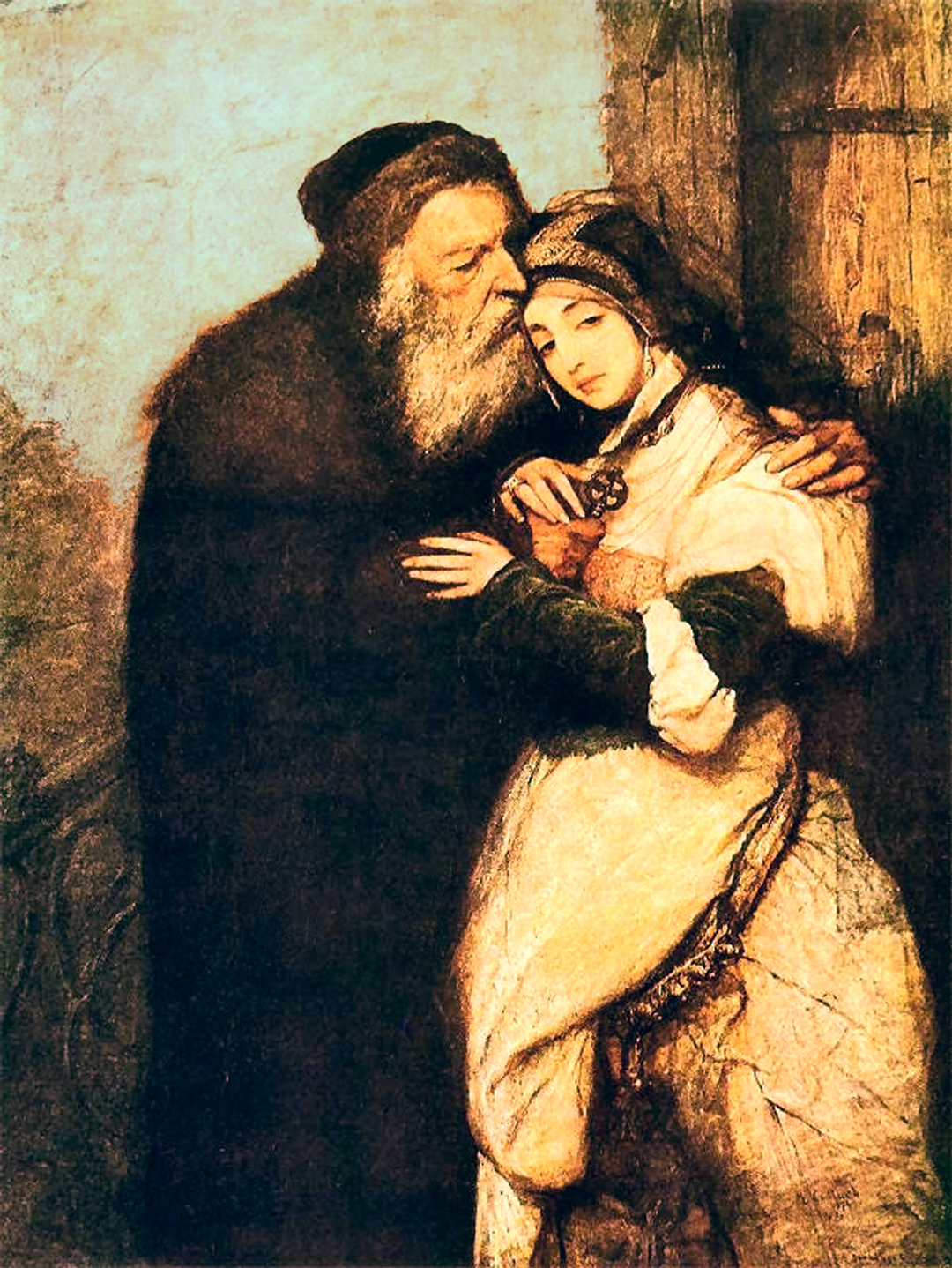
Shylock a Jessika na obraze malíře Maurycy Gottlieba

Mladý a před časem ještě bohatý šlechtic Bassanio z Benátek se chce ucházet o ruku krásné a zámožné Porcie. Ovšem vinou nezřízeného a bohémského života upadne do dluhů a bez peněz se ostatním nápadníkům nemůže vyrovnat. Požádá tedy svého přítele Antonia, bohatého benátského kupce, aby mu půjčil tři tisíce tolarů. Křesťan Antonio by mu je půjčil rád, a to podle svého zvyku bez úroků, ale všechno jeho bohatství je právě naloženo na lodích plujících po celém světě. Rozhodne se ale, že si pro svého přítele vypůjčí od lakotného Žida Shylocka, ačkoli se tito dva ze srdce nenávidí. Shylock peníze půjčí, a to dokonce bez úroků. Ovšem Shylock si místo toho stanoví podmínkou, že pokud mu peníze nebudou do 3 měsíců vráceny, bude smět z Antoniova těla vyříznout jednu libru masa. Antonio úpis podepíše, protože lodě s jeho majetkem se mají do této doby do Benátek vrátit, takže by měl stihnout půjčku splatit.
Porcie žije ve svém paláci v Belmontu nedaleko Benátek. Je nešťastná, protože její otec jí před smrtí ve své poslední vůli odepřel právo na svobodnou volbu ženicha. Místo toho nechal zhotovit tři skříňky, zlatou, stříbrnou a olověnou, a každý, kdo by se chtěl ucházet o ruku jeho dcery, si musí vybrat jednu z nich, a najde-li v ní podobiznu Porcie, může si ji vzít za manželku. Nevýhoda této loterie spočívá v tom, že kdo neuspěje, nesmí se až do konce života ucházet o jakoukoli další ženu. Na to doplatí marocký kníže, který otevře zlatou truhlu, a kníže aragonský, který otevře stříbrnou. Ani o jednoho z těchto nápadníků naštěstí Porcia nestála a posmívala se jim společně se svou komornou Nerrisou. Teď už sice ví, že její obraz je v olověné skříňce, ale podle závěti svého otce má zakázáno to jakémukoli nápadníkovi napovědět.
V té době opustí Shylocka jeho sluha a komik Lancelot kvůli Židově lakotě. Bassanio ho přijme k sobě. Při cestě do Belmontu se k nim připojí další mladý šlechtic Gratiano. Od Shylocka uteče i jeho dcera Jessica, která uprchne se svým milencem Lorenzem do Belmontu.
Porcii se Bassanio velmi zalíbí a ona jemu rovněž. Když se tedy dostane k volbě jedné z truhlic a správně si vybere tu olověnou, je Porcia šťastná, že si nakonec vezme muže, o kterého stála. Stejně tak se Nerrisa zamiluje do Gratiana, a tak proběhnou hned dvě svatby. Obě nevěsty si zavážou své manžele přísahou, že nikdy nesundají z prstu prsteny, které jim daly.
Idylku překazí zpráva z Benátek, že Antoniovy lodě se potopily a s nimi i veškerý kupcův majetek. Shylock, v té době velmi rozezlen útěkem své dcery, která mu navíc vzala i něco z jeho jmění, se chystá uplatnit svůj nárok na libru Antoniova masa. Bassanio, vázaný vděkem k Antoniovi, okamžitě spolu s Gratianem jedou svému příteli na pomoc. O něco později se za nimi v tajnosti a se svým plánem na vysvobození Antonia vydají Porcia a Nerrisa a předají dočasně palác ke správě Jessice a Lorenzovi.
Při soudu v Benátkách se benátský dóže marně snaží přesvědčit Shylocka, aby se vzdal svého nároku na libru těla. Žid nepřijímá ani nabídku od Bassania, který chce vykoupit Antonia hned šesti tisíci tolary. Pohrdá jakýmikoli prosbami od občanů, kteří mají Antonia rádi, a chce si odříznout své maso. V té chvíli do síně vstoupí Porcia převlečená za muže a ohlásí se jako právník, kterého posílá doktor Bellario z Padovy. Spolu s ní vejde i Nerrisa, přestrojená jako její písař. Hned poté Porcia udolává Shylocka argumentem, že podle smlouvy sice má právo na libru z těla, ale o krvi se v ní nic nepíše. Pokud tedy dokáže z Antonia vyříznout část těla a nepřipraví ho ani o kapku krve, ať se o to klidně pokusí. Pokud ovšem Antonia zraní, bude to souzeno jako újma na zdraví. Dalšími právnickými trumfy pak ještě připraví Shylocka o celé jeho jmění s tím, že polovinu dostane Antonio a polovinu benátský stát. V krátké době se tak karta dočista obrátí a Žid odchází ze scény poražen.
Jako odměnu za záchranu přítele si Porcia vyžádá od Bassania (který ji nepoznal) prsten, jejž mu dala, což chápe jako zkoušku, zda dostojí své přísaze. Bassanio zprvu odmítne, ale pak ho Antonio přemluví, aby právníkovi prsten poslal. Stejně tak připraví Nerrisa Gratiana o jeho prsten.
V Belmontu se Bassanio a Gratiano dovídají, že právníkem a písařem byly jejich manželky. Ty je pokárají za to, že nesplnili svůj slib, ale odpustí jim. Ke všemu se nakonec Antonio dozvídá, že jeho lodě neztroskotaly a v pořádku dopluly do Benátek, takže teď má své dřívější jmění i půlku jmění Shylockova.

## Ukázka z díla

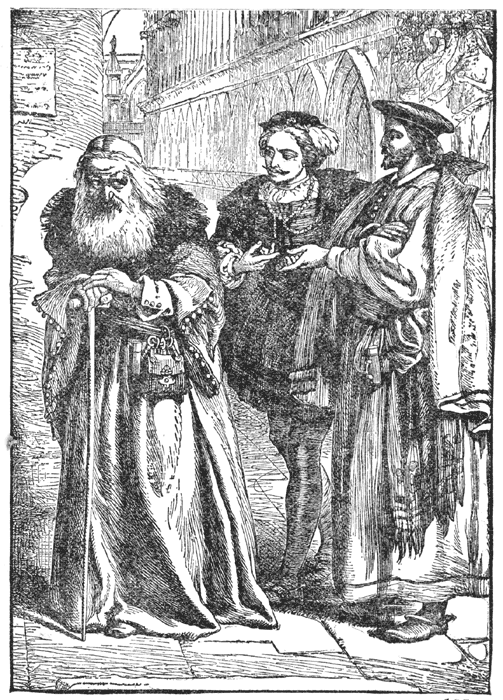
Antonio uráží Shylocka.

Slavný Shylockův monolog:
SALARINO
Přece mu nevyřízneš maso, kdyby nedodržel lhůtu. K čemu by ti bylo?
SHYLOCK
Použiju ho jako návnadu na ryby. Když nikoho jím nenakrmím, nakrmím svou pomstu. Zneuctil mě. Připravil mě o půl milionu. Smál se mým ztrátám. Mým ziskům se jen vysmíval. Pohrdal mou rasou. Kazil mi obchody. Přátele mi odrazoval. Nepřátele ponoukal. A proč? Protože jsem Žid. Nemá Žid oči? Nemá Žid ruce, tělesná ústrojí a tvar, smysly, pocity a vášně? Není snad živ ze stejného jídla, nezraní ho stejná zbraň, netrpí snad stejnými nemocemi a neléčí ho stejný lék, není mu snad v zimě stejná zima a v létě stejné teplo jako křesťanovi? Když do nás píchnete, neteče z nás krev? Když nás lechtáte, nesmějeme se? Když nám dáte jed, neumřeme snad? Když nám ubližujete, nemáme se mstít? Když ve všem ostatním jsme jako vy, budem stejní i v tomhle. Když Žid ublíží křesťanovi, v co se změní láska k bližnímu? V pomstu. Když křesťan ublíží Židovi, k čemu vybízí ho ten křesťanský vzor? K pomstě. Teď udělám, co jste mne naučili, a budu zlý. A vemte jed na to, že vaši lekci ještě vylepším.
(William Shakespeare: Kupec benátský. Praha: TORST, 1999. III. I. 45. – 65. Překlad Martin Hilský)
Porcie o milosrdenství:
PORCIE
Milosrdenství nelze vynutit.
Snáší se z nebe jako něžný déšť
na zprahlou zem. Je dvojím požehnáním:
kdo dává, blažen jest jak ten, kdo bere.
Největší mocí mocných je a králi
na trůně sluší víc než koruna.
Žezlo je znakem světské moci králů,
v něm sídlí respekt, úcta k majestátu,
hrůza a strach, co vzbuzovat má král;
slitovnost má však vyšší moc než žezlo.
Vždyť její trůn je samo srdce králů,
ba projevem je samotného Boha -
pozemská moc se nejvíc blíží Bohu,
když soucit změkčí právo. Proto, Žide,
ač soudíš se tu o své právo, považ,
že pouhé právo nikoho z nás přece
nespasí. Modlíme se o slitovnost
a stejná modlitba nás všechny učí
milosrdnosti k jiným. Mluvím tak,
jen abych zmírnil, co tu právem žádáš.
Budeš-li trvat na svém, tento soud
odsoudit musí benátského kupce.
(William Shakespeare: The Merchant of Venice / Kupec benátský. Brno: Atlantis, 2005. IV.I. 270. – 271. Překlad Martin Hilský)
Bassanio při volbě skříňky:

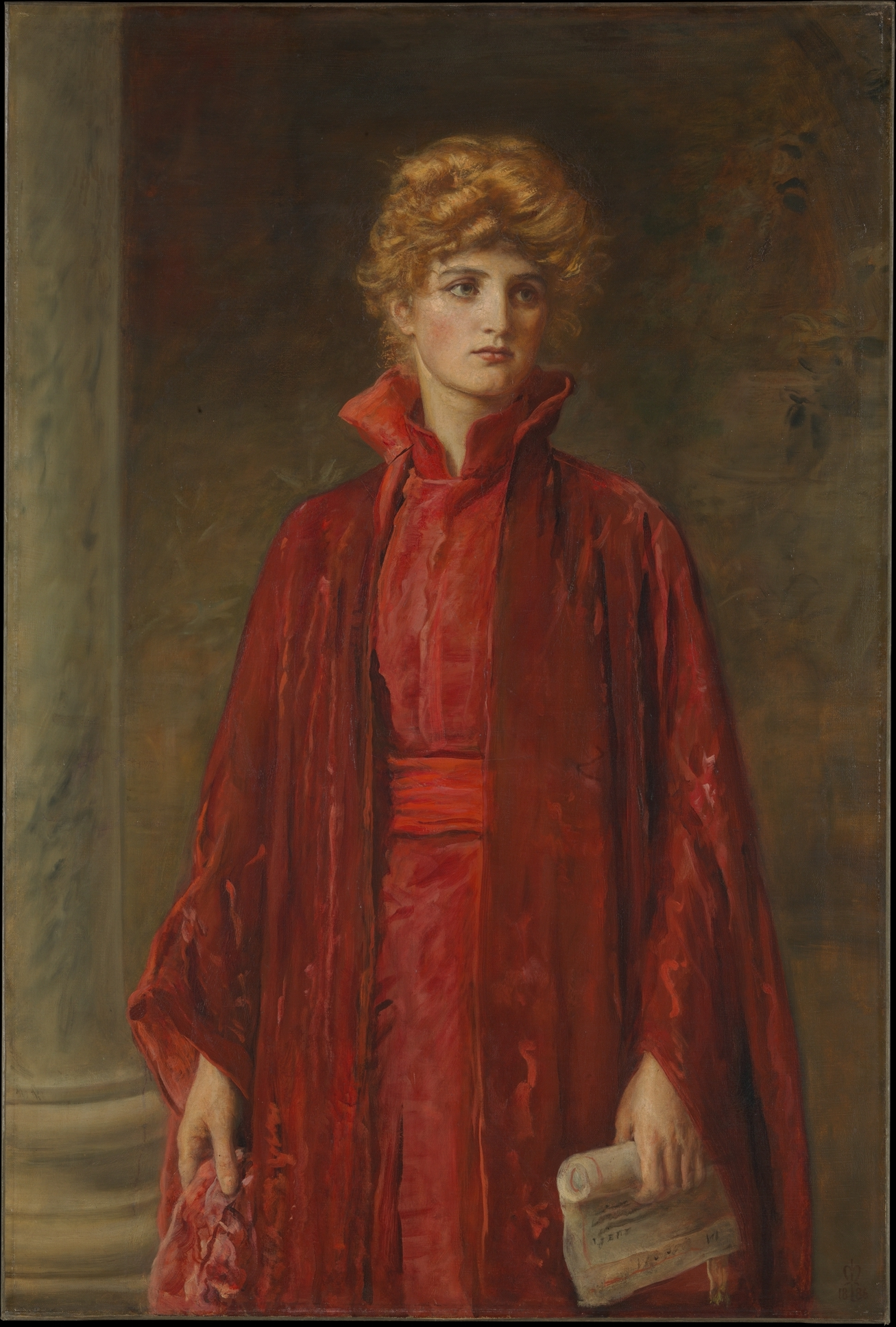
Porcie; John Everett Millais

Ozve se píseň, zatímco BASSANIO mluví o skříňkách sám k sobě:
Řekni, kde se láska rodí?
V srdci, v hlavě? Od přírody?
Co ji živí, co ji plodí?
Pověz, pověz.
Ze studánek očí pije,
z očí vzniká, z očí žije,
v očích zmírat dáno jí je.
Umíráček zvonit dám,
začnu hned a zabimbám.
Bim, bam, bim, bam, bam.
(Mluví ke zlaté skříňce)
Čím zdá se být, tím možná nejmíň je.
Svět chce být klamán vnější ozdobou.
Advokát přece libozvučným hlasem
obhájí snadno každou podlou věc,
takže se všem pak jeví bez poskvrny.
Šikovný kněz i nehorázný blud
citáty z Písma krásně opentlí
a udělá z něj požehnanou pravdu.
Tak prostoduchý není žádný hřích,
aby se v něčem netvářil jak ctnost.
Co zbabělců má srdce proradné
jak schody z písku, ale na bradách
jim rostou přímo herkulovské vousy,
co mají skrýt, že uvnitř jsou jen baby?
Vous může možná budit mužné zdání
i strach, však muže mužem nedělá.
A krása ta dnes na váhu je k mání:
čím víc jí žena má, tím bývá lehčí -
takový malý zázrak přírody.
Což často nejsou zlaté kadeře,
co jako hadi věnčí krádnou hlavu,
když rozverně je načechrává vítr,
jen parukou a věnem cizí lebky,
co živila je a teď hnije v hrobě?
Zdobný vzhled je jak zrádné pobřeží
nebezpečného moře, krásný šáteček,
co halí ošklivost, a klamné zdání,
jímž vychytralý čas chce nalákat
ty nejmoudřejší. Tebe nechci, zlato,
buď Midasovi tvrdou potravou.
A tebe taky ne, ty bledý slouho,
co sloužíš všem. Ty ale, olovo,
co hrozíš jen a neslibuješ nic,
ty dojímáš mne víc než výmluvnost!
Kéž tahle volba je mi pro radost!
(William Shakespeare: The Merchant of Venice / Kupec benátský. Brno: Atlantis, 2005. III.II. 219. – 221. Překlad Martin Hilský)

## Zajímavosti
- Jméno Shylock je nejspíš odvozeno ze Starého zákona (od Šelacha, vnuka Šéma, syna Noemova), nebo z Hebrejštiny "schallach" česky kormorán, který se v době renesance stal synonymem lichváře.

## Filmové adaptace
- 1972 Kupec benátský anglický TV film. Režie: Cedric Messina, hrají: Maggie Smithová, Frank Finlay.
- 2004 Kupec benátský anglicko-americko-italský film. Režie: Michael Radford, hrají: Al Pacino, Jeremy Irons, Joseph Fiennes.

## Operní adaptace
- Jessika, opera Josefa Bohuslava Foerstera (Praha 1905).
- Le marchand de Venise, opera Reynalda Hahna (Paříž 1935).